# Прапор Синельниківського району
Пра́пор Сине́льниківського райо́ну затверджений 22 липня 2003 р. рішенням № 97-9/XXIV сесії Синельниківської районної ради.

## Опис
Прямокутне полотнище зі співвідношенням сторін 2:3 розділене хвилеподібно по діагоналі з нижнього кута від древка на два рівновеликі трикутні поля, у верхньому жовтому полі — червона (малинова) восьмипроменева зірка, у нижньому синьому — жовта козацька чайка (човен із веслами).
Автор — А. Гречило.